# Суворов, Александр Сергеевич
Александр Сергеевич Суворов (род. 23 февраля 1949, Гжатск, Смоленская область) — государственный деятель, член Совета Федерации в 1996—1997 и 2001—2008, председатель Думы Корякского автономного округа в 1994—1996.

## Биография
Окончил Хабаровский государственный институт физической культуры, Российскую академию государственной службы при Президенте РФ.
Возглавил первый созыв Корякской окружной думы в марте 1994. В январе 1996 года по должности стал членом «второго» состава Совета Федерации. Был снят с должности председателя думы в феврале 1996, процедура отставки обжалована в суде. В январе 1997 года не переизбран председателем на новый срок. Первый секретарь окружного комитета КПРФ. С августа 1996 член Координационного совета Народно-патриотического союза России.
В 2001 году, после реформы Совета Федерации наделён полномочиями сенатора от законодательного органа Корякского автономного округа. Занимал этот пост до объединения КАО и Камчатской области в 2007 году.
Награждён медалью «В память 300-летия Санкт-Петербурга», юбилейной медалью «За доблестный труд. В ознаменование 100-летия со дня рождения Владимира Ильича Ленина», Почетной грамотой СФ.